# Charte d'Alaon
La charte d’Alaon est une charte visant à fournir une fausse généalogie de la famille d’Eudes, duc d'Aquitaine (715-735). Au XIXe siècle, l’historien Joseph-François Rabanis a démontré que cette charte était une falsification fabriquée au XVIIe siècle par un érudit espagnol nommé don Juan Tamagno Salazar et attribuée à Charles le Chauve. Ses recherches ont donc rétabli une bonne partie de la réalité et de ce qui était connu à propos des souverains de Vasconie et de Navarre.

## Description
Entre autres prétentions fictives de la charte, la plus importante affirmait que les ducs d’Aquitaine et de Vasconie descendaient du roi mérovingien Caribert II. Cette charte présentait, outre Childéric, attesté par Frédégaire comme mort au berceau, deux autres fils de Caribert II : Boggis et Bertrand, auxquels Dagobert aurait rendu le royaume d'Aquitaine. Boggis aurait eu un fils, le duc Eudes d’Aquitaine, dont descendraient les princes d’Aragon. Ces deux plus jeunes fils (Boggis et Bertrand) sont par ailleurs totalement inconnus, de même que les ascendants du duc Eudes d'Aquitaine. De même, l’ascendance de Loup II, duc de Vasconie, est également inconnue et aucun lien de parenté entre ce prince, la famille d’Eudes ou les Mérovingiens ne peut être établi.
La dynastie Jiménez, qui a régné sur la Navarre du Xe au XIIIe siècle, a également prétendu descendre de l’un des fils de Loup II. Même si une filiation entre Sanche Ier Loup et Loup II peut raisonnablement être proposée, aucune parenté entre eux deux et les souverains basques de l’Espagne ne peut être établie. En fait, l’origine basque ne peut être démontrée ni chez les ducs d’Aquitaine, ni chez les ducs de Vasconie. Charles Higounet a attaqué ces généalogies espagnoles en les qualifiant de « fantasmagoriques ». Il s’en est particulièrement pris à Jean de Jaurgain et à Jean-François Bladé. L’historien Jules Villain a proposé une parenté entre les dynasties comtales de Comminges et de Foix et Loup II. Cependant, sa thèse est dans l'ensemble incohérente. À la fin, ni les parents, ni les épouses et ni les enfants de Loup II ne sont connues, bien que quelques suppositions raisonnables puissent être énoncées.